# Gerhard von Scharnhorst
Gerhard Johann David von Scharnhorst (ur. 12 listopada 1755, zm. 28 czerwca 1813) – pruski generał.

## Życiorys
Urodził się 12 listopada 1755 w Księstwie Hanoweru w Bordenau nad rzeką Leine w pobliżu miasta Hanower (w obecnych Niemczech). Pochodził z chłopskiej rodziny. Po odbyciu edukacji w akademii wojskowej, od 1778 służył w armii hanowerskiej. W 1783 został przeniesiony do artylerii. W dalszym ciągu kształcił się w szkołach wojskowych i jednocześnie zaczął sam publikować prace w tej dziedzinie, w tym instrukcje dla oficerów.
Po raz pierwszy walczył w kampanii w Holandii w 1793 r. W 1794 uczestniczył w obronie miasta Menen, swoje doświadczenia opisał w znanej pracy Vertheidigung der Stadt Menin. Wkrótce potem został promowany na majora. W 1795, po pokoju w Bazylei, powrócił do Hanoweru. Będąc już znanym wojskowym, otrzymał oferty służby w kilku krajach. W 1801 wstąpił na korzystną finansowo służbę dla króla Prus i został zatrudniony w Akademii Wojskowej w Berlinie. Jednym z jego uczniów był Carl von Clausewitz.
Podczas wojny 1806 roku z Francją Scharnhorst został szefem sztabu generalnego (Generalquartiermeister) księcia Brunszwiku. Został lekko raniony pod Auerstedt i wyróżnił się męstwem podczas odwrotu armii pruskiej. Razem z feldmarszałkiem Blücherem dostał się do niewoli podczas kapitulacji Ratkau, a następnie wziął udział w wymianie jeńców za oficerów napoleońskich. Odegrał ważną rolę w dowodzeniu pruskim korpusem generała L’Estocqa, współdziałającym z Rosjanami. Za kampanię został odznaczony orderem Pour le Mérite.
Po kampanii 1806 Scharnhorst przystąpił do prac nad modernizacją armii pruskiej. Po zawarciu pokoju w Tylży mianowany został na stopień generała-majora i wyznaczony zwierzchnikiem komisji mającej zająć się modernizacją armii i stworzeniem nowoczesnej armii narodowej. Na skutek uwarunkowań politycznych po przegranej wojnie z Napoleonem i nacisków Francji, proponowane reformy zostały jednak w tym czasie wdrożone jedynie częściowo. W 1808 Scharnhorst został ministrem wojny, w 1810 szefem sztabu generalnego. Kiedy w latach 1811–1812 Prusy zostały zmuszone do sojuszu wojskowego z Napoleonem przeciwko Rosji, Scharnhorst opuścił Berlin i służbę wojskową. Podczas odwrotu armii sprzymierzonych spod Moskwy, na wezwanie króla Prus ponownie powrócił do służby i przyjął stanowisko szefa sztabu Blüchera. Współpracował wówczas przy wprowadzeniu reformy armii pruskiej według postulatów z 1808. Armia przestała składać się z zawodowych żołnierzy cudzoziemskich, za to w 1813 wprowadzono w Prusach obowiązkową służbę wojskową, bez względu na stan społeczny. Zniesiono przywilej szlachty na pełnienie funkcji oficerskich na rzecz umiejętności. Reformy dążyły do ulepszenia procesu dowodzenia, zmiany modelu dowództwa i uelastycznienia taktyki oraz przekazania inicjatywy na niższe szczeble. Zniesiono kary cielesne i ograniczono bezużyteczny „pruski dryl” na rzecz praktycznych ćwiczeń.
Scharnhorst został ranny w nogę w bitwie pod Lützen 2 maja 1813. W wyniku rany i trudów odwrotu, zmarł w Pradze 28 czerwca 1813, gdzie miał negocjować z Austrią kwestię jej przystąpienia do wojny. Pochowany na Cmentarzu Inwalidów w Berlinie, jego pomnik nagrobny ze śpiącym lwem to dzieło Karla Friedricha Schinkla. Jeszcze przed śmiercią został awansowany na stopień generalleutnanta.
Nazwisko Scharnhorsta nosiły następnie niemieckie okręty wojenne (zobacz: Scharnhorst) i order wojskowy NRD (zobacz: Order Scharnhorsta).